# فهرست منابع غذایی دارای منیزیم
فهرست زیر شامل منابع غذایی دارای منیزیم در گروه‌های خشکبار، حبوبات، غلات، لبنیات و مواد غیرلبنی مشابه، تخم ماکیان، آبزیان، میوه، سبزی و صیفی‌جات، نان، ادویه و همچنین گوشت و اعضای خوراکی در ردهٔ گاو، گوساله، بره، مرغ و ماکیان (به غیر از مرغ) می‌باشد. مقادیر واقعی منیزیم در مواد غذایی همانند نان که در کارخانه‌ها یا اصناف مرتبط با آن تولید می‌شود، به دلیل پارامترهای تأثیرگذار متغیر در تولید محصول، احتمال دارد دارای مغایرت‌های قابل توجهی با مقادیر ذکر شده در جدول باشند. مقادیر موجود در جداول بر اساس زیاد به کم فهرست‌بندی شده‌است.
جداول زیر دارای داده‌های متغیر می‌باشد، بدین مفهوم که با گذر زمان ممکن است داده‌هایی به جدول گروه مواد خوراکی، اضافه شده یا حذف گردد لذا در هیچ زمانی نمی‌توان این مقاله را یک مقاله کامل شده قلمداد کرد.

## خشکبار
| ماده غذایی (۱۰۰ گرم)                      | منیزیم (میلی‌گرم) |
| ----------------------------------------- | ---------------- |
| تخم‌کدو، مغز، خشک‌شده                       | ۵۹۲              |
| تخم‌کدو نمکی، مغز، برشته‌شده                | ۵۵۰              |
| تخم هندوانه، مغز، خشک‌شده                  | ۵۱۵              |
| تخم کتان                                  | ۳۹۲              |
| دانه کنجد کامل، برشته‌شده                  | ۳۵۶              |
| دانه کنجد کامل، خشک‌شده                    | ۳۵۱              |
| تخمه آفتاب‌گردان، مغز، خشک‌شده              | ۳۲۵              |
| بادام هندی خام                            | ۲۹۲              |
| بادام، برشته‌شده به روش خشک                | ۲۷۹              |
| بادام، برشته‌شده با روغن                   | ۲۷۴              |
| بادام هندی، برشته‌شده با روغن              | ۲۷۳              |
| بادام                                     | ۲۷۰              |
| تخم کدو کامل، برشته‌شده                    | ۲۶۲              |
| بادام هندی، برشته‌شده به روش خشک           | ۲۶۰              |
| دانه کاج خشک‌شده                           | ۲۵۱              |
| گردو سیاه، خشک‌شده                         | ۲۰۱              |
| بادام زمینی، برشته‌شده به روش خشک          | ۱۷۸              |
| بادام زمینی، برشته‌شده با روغن             | ۱۷۶              |
| فندق، برشته‌شده به روش خشک                 | ۱۷۳              |
| بادام زمینی                               | ۱۶۸              |
| فندق                                      | ۱۶۳              |
| گردو                                      | ۱۵۸              |
| تخمه آفتاب‌گردان، مغز، برشته‌شده به روش خشک | ۱۲۹              |
| تخمه آفتاب‌گردان، مغز، برشته‌شده با روغن    | ۱۲۷              |
| پسته خام                                  | ۱۲۱              |
| پسته، برشته‌شده به روش خشک                 | ۱۰۹              |
| بادام زمینی، پخته به روش آب‌پز             | ۱۰۲              |
| انجیر خشک‌شده                              | ۶۸               |
| آلو بخارا، نپخته                          | ۴۱               |
| کشمش سیاه بی‌دانه                          | ۳۶               |
| کشمش طلایی رنگ، بی‌دانه                    | ۳۵               |
| شاه‌بلوط اروپایی، برشته‌شده                 | ۳۳               |
| شاه‌بلوط اروپایی، خام، بی‌پوست              | ۳۰               |

## حبوبات
| ماده غذایی (۱۰۰ گرم)                  | منیزیم (میلی‌گرم) |
| ------------------------------------- | ---------------- |
| سویا، خام                             | ۲۸۰              |
| سویا، تفت داده شده                    | ۱۴۵              |
| سویا پخته، آب‌پز، بی نمک               | ۸۶               |
| لوبیا سیاه (Black bean) پخته، آب‌پز    | ۷۰               |
| لوبیا سفید کوچک پخته، آب‌پز            | ۶۸               |
| لوبیا سفید پخته، آب‌پز                 | ۶۳               |
| لوبیا سفید ریز (Navy bean) پخته، آب‌پز | ۵۳               |
| لوبیا چشم‌بلبلی پخته، آب‌پز             | ۵۳               |
| لوبیا چیتی پخته، آب‌پز                 | ۵۰               |
| لوبیا سیاه لاک‌پشتی پخته، آب‌پز         | ۴۹               |
| نخود پخته، آب‌پز                       | ۴۸               |
| عدس پخته، آب‌پز                        | ۳۶               |
| لپه پخته، آب‌پز                        | ۳۶               |

## غلات
| ماده غذایی (۱۰۰ گرم)                       | منیزیم (میلی‌گرم) |
| ------------------------------------------ | ---------------- |
| سبوس برنج، خام                             | ۷۸۱              |
| سبوس گندم، خام                             | ۶۱۱              |
| آرد سویا، پرچرب                            | ۴۲۹              |
| آرد کنجد، پرچرب                            | ۳۶۱              |
| آرد کنجد، کم چرب                           | ۳۳۸              |
| آرد سویا، فاقد چربی                        | ۲۹۰              |
| آرد سویا، کم‌چرب                            | ۲۸۵              |
| آرد مغز گندم (گیاهک گندم)، خام             | ۲۳۹              |
| سبوس جو دوسر                               | ۲۳۵              |
| جو دوسر                                    | ۱۷۷              |
| آرد نخودچی                                 | ۱۶۶              |
| آرد جو دوسر                                | ۱۴۴              |
| گندم دوروم                                 | ۱۴۴              |
| آرد گندم از دانه کامل                      | ۱۳۷              |
| جو پوست کنده                               | ۱۳۳              |
| آرد برنج قهوه‌ای                            | ۱۱۲              |
| آرد مالت جو                                | ۹۷               |
| آرد جو                                     | ۹۶               |
| آرد ذرت زرد تهیه شده از دانه کامل ذرت      | ۹۳               |
| آرد ذرت سفید تهیه شده از دانه کامل ذرت     | ۹۳               |
| آرد سیب‌زمینی                               | ۶۵               |
| برنج قهوه‌ای دانه متوسط، پخته               | ۴۴               |
| سبوس جو دوسر، پخته                         | ۴۰               |
| برنج قهوه‌ای دانه بلند، پخته                | ۳۹               |
| آرد برنج سفید، بدون مواد غنی سازی          | ۳۵               |
| بلغور، پخته                                | ۳۲               |
| ماکارونی سبزیجات غنی شده، پخته             | ۱۹               |
| پاستای غنی شده، پخته با نمک افزوده شده     | ۱۸               |
| برنج سفید دانه متوسط، غنی نشده، پخته       | ۱۳               |
| برنج سفید دانه متوسط، غنی شده، پخته        | ۱۳               |
| برنج سفید دانه بلند معمولی، غنی نشده، پخته | ۱۲               |
| برنج سفید دانه بلند معمولی، غنی شده، پخته  | ۱۲               |
| برنج سفید دانه کوتاه، غنی نشده، پخته       | ۸                |
| برنج سفید دانه کوتاه، غنی شده، پخته        | ۸                |
| نودل برنج، پخته                            | ۳                |

## لبنیات و مواد غیرلبنی مشابه
| ماده غذایی (۱۰۰ گرم)                                                   | منیزیم (میلی‌گرم) |
| ---------------------------------------------------------------------- | ---------------- |
| کره تخمه آفتابگردان، دارای نمک                                         | ۳۱۱              |
| کره بادام، ساده، دارای نمک                                             | ۲۷۹              |
| آب‌پنیر ترش، خشک شده                                                    | ۱۹۹              |
| آب‌پنیر شیرین، خشک شده                                                  | ۱۷۶              |
| کره بادام زمینی، نوع نرم، دارای نمک                                    | ۱۶۸              |
| کره بادام زمینی، دارای تکه‌های خرد شده ریز، دارای نمک                   | ۱۶۰              |
| شیر بدون چربی، خشک (پودر)، فوری (instant)، بدون افرودنی ویتامین آ و دی | ۱۱۷              |
| پنیر آمریکایی بی‌چرب                                                    | ۱۱۵              |
| شیر بدون چربی، خشک (پودر)، معمولی، بدون افرودنی ویتامین آ و دی         | ۱۱۰              |
| ارده، از دانه‌های برشته شده و تفت داده شده (بیشتریت نوع مصرفی)          | ۹۵               |
| شیر کامل، خشک (پودر)، بدون افرودنی ویتامین دی                          | ۸۵               |
| شیر کامل، خشک (پودر)، غنی شده با ویتامین دی                            | ۸۵               |
| پنیر پارمسان کم سدیم                                                   | ۵۱               |
| پنیر پارمسان سفت                                                       | ۴۴               |
| پنیر رومانو                                                            | ۴۱               |
| شیر نارگیل طبیعی (شیر چلانده شده از مایع و گوشت رنده شده نارگیل)       | ۳۷               |
| پنیر سوییسی کم چرب                                                     | ۳۶               |
| پنیر سوییسی کم سدیم                                                    | ۳۶               |
| پنیر پارمسان رنده شده                                                  | ۳۴               |
| پنیر سوییسی                                                            | ۳۳               |
| پنیر موتزارلا، بدون چربی                                               | ۳۳               |
| شیر گاومیش هندی                                                        | ۳۱               |
| پنیر ادامر                                                             | ۳۰               |
| پنیر گودا                                                              | ۲۹               |
| بستنی کاکائویی (شکلاتی)                                                | ۲۹               |
| خامه نارگیل (مایع چلانده شده از گوشت رنده شده نارگیل)                  | ۲۸               |
| پنیر چدار                                                              | ۲۷               |
| پنیر آمریکایی پاستوریزه بدون ویتامین دی افزودنی                        | ۲۶               |
| شیر سویا، اورجینال و وانیلی، بدون مواد افزودنی                         | ۲۵               |
| پنیر آمریکایی پاستوریزه کم‌چرب                                          | ۲۴               |
| شیر، نوشیدنی شکلات، کاکائو داغ، خانگی                                  | ۲۳               |
| بلوچیز                                                                 | ۲۳               |
| پنیر زیره                                                              | ۲۲               |
| پنیر کامامبر                                                           | ۲۰               |
| پنیر موتزارلا تهیه شده با شیر کامل                                     | ۲۰               |
| پنیر ریکوتا، تهیه شده با شیر کامل                                      | ۲۰               |
| پنیر فتا                                                               | ۱۹               |
| ماست ساده بدون چربی                                                    | ۱۹               |
| شیر گوسفند                                                             | ۱۸               |
| ماست ساده کم‌چرب                                                        | ۱۷               |
| شیر کاکائو سویا، بدون مواد افزودنی                                     | ۱۵               |
| شیر بز، غنی شده با ویتامین دی                                          | ۱۴               |
| شیر کاکائو (شکلات) کم‌چرب، کارخانه‌ای، غنی شده با ویتامین آ و دی         | ۱۴               |
| بستنی وانیلی                                                           | ۱۴               |
| بستنی توت‌فرنگی                                                         | ۱۴               |
| شیر کاکائو (شکلات) از شیر کامل، کارخانه‌ای، غنی شده با ویتامین آ و دی   | ۱۳               |
| شیر کاکائو (شکلات) کم چربی، غنی شده با ویتامین آ و دی                  | ۱۳               |
| شیر کاکائو (شکلات) بدون چربی، غنی شده با ویتامین آ و دی                | ۱۳               |
| کفیر ساده کم چرب، برند لایف‌وی (LIFEWAY)                                | ۱۲               |
| ماست ساده، تهیه شده از شیر کامل                                        | ۱۲               |
| شیر دو درصد چربی، غنی شده با ویتامین آ و دی                            | ۱۱               |
| شیر دو درصد چربی                                                       | ۱۱               |
| شیر یک درصد چربی، غنی شده با ویتامین آ و دی                            | ۱۱               |
| شیر یک درصد چربی                                                       | ۱۱               |
| شیر بدون چربی، غنی شده با ویتامین آ و دی                               | ۱۱               |
| شیر بدون چربی                                                          | ۱۱               |
| ماست یونانی بدون چربی                                                  | ۱۱               |
| ماست یونانی کم چرب                                                     | ۱۱               |
| ماست یونانی تهیه شده از شیر کامل                                       | ۱۱               |
| شیر با چربی کامل (۳/۲ درصد چربی)                                       | ۱۰               |
| شیر با چربی کامل (۳/۲ درصد چربی)، غنی شده با ویتامین دی                | ۱۰               |
| خامه ترش، لایت                                                         | ۱۰               |
| خامه، ترش، پرورشی                                                      | ۱۰               |
| پنیر خامه‌ای                                                            | ۹                |
| پنیر کوتاژ کم‌چرب، دو درصد چربی                                         | ۹                |
| پنیر کوتاژ خامه‌ای                                                      | ۸                |
| پنیر کوتاژ کم‌چرب، یک درصد چربی                                         | ۵                |
| شیر کم سدیم                                                            | ۵                |
| شیر انسان                                                              | ۳                |
| کره دارای نمک                                                          | ۲                |
| کره بی نمک                                                             | ۲                |
| پودر جایگزین خامه                                                      | ۱                |
| مایه جایگزین خامه، لایت                                                | ۰                |

## تخم ماکیان
| ماده غذایی (۱۰۰ گرم)                   | منیزیم (میلی‌گرم) |
| -------------------------------------- | ---------------- |
| سفیده تخم‌مرغ، خشک شده                  | ۸۸               |
| پودر جایگزین تخم مرغ                   | ۶۵               |
| تخم مرغ کامل، خشک شده                  | ۳۴               |
| زرده تخم مرغ، خشک شده                  | ۲۶               |
| تخم اردک، خام                          | ۱۷               |
| تخم غاز، خام                           | ۱۶               |
| تخم بلدرچین، خام                       | ۱۳               |
| تخم بوقلمون، خام                       | ۱۳               |
| تخم مرغ کامل، سرخ‌شده                   | ۱۳               |
| تخم مرغ کامل، خام                      | ۱۲               |
| تخم مرغ کامل، پخته به روش تنگاب‌پز      | ۱۲               |
| سفیده تخم مرغ، خام                     | ۱۱               |
| تخم مرغ کامل، پخته به روش املت         | ۱۱               |
| تخم مرغ کامل، پخته به روش تخم‌مرغ هم‌زده | ۱۱               |
| تخم مرغ کامل، آب‌پز سفت (Hard Boiled)   | ۱۰               |
| زرده تخم مرغ، خام                      | ۵                |

## آبزیان
| ماده غذایی (۱۰۰ گرم)                                    | منیزیم (میلی‌گرم) |
| ------------------------------------------------------- | ---------------- |
| خاویار، سیاه و قرمز، دانه‌دانه                           | ۳۰۰              |
| سالمون جویبار، پخته تحت حرارت خشک                       | ۱۲۲              |
| ماهی خال‌خالی، پخته تحت حرارت خشک                        | ۹۷               |
| حلزون خام                                               | ۸۶               |
| ذغال ماهی آتلانتیک، پخته تحت حرارت خشک                  | ۸۶               |
| شبدیزماهی، پخته تحت حرارت خشک                           | ۷۱               |
| تن باله آبی، پخته تحت حرارت خشک                         | ۶۴               |
| خرچنگ کوئین (queen)، پخته تحت حرارت مرطوب               | ۶۳               |
| خرچنگ آلاسکا کینگ (Alaska king)، پخته تحت حرارت مرطوب   | ۶۳               |
| خرچنگ دانجنس، پخته تحت حرارت مرطوب                      | ۵۸               |
| خارماهی نواری، پخته تحت حرارت خشک                       | ۵۱               |
| خاویاری، پخته تحت حرارت خشک، با ادویه مخلوط شده         | ۴۵               |
| هوور مسقطی، پخته تحت حرارت خشک                          | ۴۴               |
| لابستر شمالی، پخته تحت حرارت مرطوب                      | ۴۳               |
| کاد آتلانتیک، پخته تحت حرارت خشک                        | ۴۲               |
| شوریده اطلسی، سرخ شده با لایه آرد                       | ۴۲               |
| تن زرد باله، پخته تحت حرارت خشک                         | ۴۲               |
| شاه‌ماهی اطلسی، پخته تحت حرارت خشک                       | ۴۱               |
| اردک‌ماهی شمالی، پخته تحت حرارت خشک                      | ۴۰               |
| ساردین آتلانتیک، کنسرو در روغن، بااستخوان               | ۳۹               |
| کپور، پخته تحت حرارت خشک                                | ۳۸               |
| سیمین‌ماهی رنگین‌کمان، پخته تحت حرارت خشک                 | ۳۸               |
| سرخو، با ادویه مخلوط شده، پخته تحت حرارت خشک            | ۳۷               |
| هامور، پخته تحت حرارت خشک، با ادویه مخلوط شده           | ۳۷               |
| میگو، پخته تحت حرارت مرطوب، با ادویه مخلوط شده          | ۳۷               |
| سالمون آتلانتیک، پرورشی، پخته تحت حرارت خشک             | ۳۷               |
| سالمون کوهو، وحشی (غیر پرورشی)، پخته تحت حرارت مرطوب    | ۳۵               |
| شمشیرماهی، پخته تحت حرارت خشک                           | ۳۵               |
| صدف چروک شرقی، وحشی (غیر پرورشی)، پخته تحت حرارت مرطوب  | ۳۵               |
| سالمون کوهو پرورشی، پخته تحت حرارت خشک                  | ۳۴               |
| تیلاپیا، پخته تحت حرارت خشک                             | ۳۴               |
| تن، سفید، کنسرو شده در روغن                             | ۳۴               |
| صدف چروک شرقی، پرورشی، پخته تحت حرارت خشک               | ۳۳               |
| کاشی‌ماهی، پخته تحت حرارت خشک                            | ۳۳               |
| سالمون کوهو وحشی (غیر پرورشی)، پخته تحت حرارت خشک       | ۳۳               |
| کفال راه‌راه (کفال خاکستری)، پخته تحت حرارت خشک          | ۳۳               |
| سالمون صورتی، پخته تحت حرارت خشک                        | ۳۲               |
| قزل‌آلای رنگین‌کمان وحشی (غیر پرورشی)، پخته تحت حرارت خشک | ۳۱               |
| تن نوع لایت، کنسرو شده در روغن                          | ۳۱               |
| قزل‌آلای رنگین‌کمان پرورشی، پخته تحت حرارت خشک            | ۳۰               |
| سالمون آتلانتیک، پرورشی، پخته تحت حرارت خشک             | ۳۰               |
| خوش‌گوشت، پخته تحت حرارت خشک                             | ۲۹               |
| صدف چروک شرقی، وحشی (غیر پرورشی)، پخته تحت حرارت خشک    | ۲۸               |
| لوزی‌ماهی اطلس، پخته تحت حرارت خشک                       | ۲۸               |
| روغن‌ماهی کوچک، پخته تحت حرارت خشک                       | ۲۶               |
| کفشک‌ماهی (گونه‌های کفشک و ماهی حلوا)، پخته تحت حرارت خشک | ۲۲               |
| صدف دوکفه‌ای، پخته تحت حرارت مرطوب، با ادویه مخلوط شده   | ۱۸               |

## میوه
| ماده غذایی (۱۰۰ گرم)                                         | منیزیم (میلی‌گرم) |
| ------------------------------------------------------------ | ---------------- |
| تمر هندی                                                     | ۹۲               |
| نارگیل، قسمت گوشتی، خشکشده                                   | ۹۰               |
| نارگیل، قسمت گوشتی                                           | ۳۲               |
| دوریان                                                       | ۳۰               |
| آووکادو                                                      | ۲۹               |
| موز                                                          | ۲۷               |
| انگورفرنگی سیاه                                              | ۲۴               |
| تمشک                                                         | ۲۲               |
| پاپایا                                                       | ۲۱               |
| تمشک سیاه                                                    | ۲۰               |
| کام‌کوات                                                      | ۲۰               |
| توت                                                          | ۱۸               |
| کیوی سبز                                                     | ۱۷               |
| انجیر                                                        | ۱۷               |
| توت‌فرنگی                                                     | ۱۳               |
| ازگیل ژاپنی                                                  | ۱۳               |
| خیار با پوست                                                 | ۱۳               |
| خیار بی‌پوست                                                  | ۱۲               |
| آناناس                                                       | ۱۲               |
| انار                                                         | ۱۲               |
| گرمک                                                         | ۱۲               |
| نارنگی                                                       | ۱۲               |
| گیلاس شیرین                                                  | ۱۱               |
| انبه                                                         | ۱۰               |
| پرتقال                                                       | ۱۰               |
| زردآلو                                                       | ۱۰               |
| عناب                                                         | ۱۰               |
| طالبی                                                        | ۱۰               |
| هندوانه                                                      | ۱۰               |
| سرخالو                                                       | ۱۰               |
| هلو زرد                                                      | ۹                |
| شلیل                                                         | ۹                |
| خرمالوی ژاپنی                                                | ۹                |
| آلبالو                                                       | ۹                |
| گریپ‌فروت صورتی و قرمز                                        | ۹                |
| گریپ‌فروت، سفید                                               | ۹                |
| گلابی آسیایی                                                 | ۸                |
| لیموترش بدون پوست                                            | ۸                |
| به                                                           | ۸                |
| گلابی                                                        | ۷                |
| انگور قرمز یا سبز، (نوع اروپایی همانند انگور بیدانه تامپسون) | ۷                |
| آلو                                                          | ۷                |
| لیموی شیراز                                                  | ۶                |
| بلوبری                                                       | ۶                |
| دارابی                                                       | ۶                |
| کرنبری                                                       | ۶                |
| سیب باپوست                                                   | ۵                |
| سیب بی‌پوست                                                   | ۴                |
| زیتون کنسروی (اندازه زیتون کوچک تا خیلی بزرگ)                | ۴                |

## سبزی و صیفی‌جات
| ماده غذایی (۱۰۰ گرم)                                      | منیزیم (میلی‌گرم) |
| --------------------------------------------------------- | ---------------- |
| دانه ذرت زرد                                              | ۱۲۷              |
| جوانه لوبیای ناوی (سفید ریز)، پخته به روش آب‌پز            | ۱۱۱              |
| جوانه لوبیای ناوی (سفید ریز) خام                          | ۱۰۱              |
| برگ مو                                                    | ۹۵               |
| رزماری تازه، برگ                                          | ۹۱               |
| اسفناج پخته به روش آب‌پز                                   | ۸۷               |
| برگ چغندر سوییسی، پخته به روش آب‌پز                        | ۸۶               |
| برگ چغندر سوییسی خام                                      | ۸۱               |
| نعناع فلفلی تازه                                          | ۸۰               |
| اسفناج خام                                                | ۷۹               |
| لوبیا لیما، پخته به روش آب‌پز                              | ۷۴               |
| جوانه سویا، خام                                           | ۷۲               |
| برگ چغندر خام                                             | ۷۰               |
| برگ چغندر (Beet greens)، پخته به روش آب‌پز                 | ۶۸               |
| ریحان تازه                                                | ۶۴               |
| نعنای دشتی                                                | ۶۳               |
| دانه سویا سبز، پخته به روش آب‌پز                           | ۶۰               |
| جوانه سویا، پخته به روش بخارپز                            | ۶۰               |
| کنگر فرنگی خام                                            | ۶۰               |
| جوانه نخود فرنگی، خام                                     | ۵۶               |
| شوید                                                      | ۵۵               |
| جعفری تازه                                                | ۵۰               |
| باقلا، پخته به روش آب‌پز                                   | ۴۳               |
| کنگرفرنگی، پخته به روش آب‌پز                               | ۴۲               |
| نخود فرنگی سبز، پخته به روش آب‌پز                          | ۳۹               |
| باقلای نارس، خام                                          | ۳۸               |
| شاهی خام                                                  | ۳۸               |
| جوانه عدس، خام                                            | ۳۷               |
| ذرت شیرین زرد خام                                         | ۳۷               |
| بامیه، پخته به روش آب‌پز                                   | ۳۶               |
| جوانه عدس، پخته به روش سرخ شده سریع در روغن               | ۳۵               |
| نخود فرنگی سبز خام                                        | ۳۳               |
| خردل چینی خام                                             | ۳۲               |
| باقلای نارس، پخته به روش آب‌پز                             | ۳۱               |
| برگ شلغم (Turnip greens) خام                              | ۳۱               |
| برگ کاسنی (Chicory greens) خام                            | ۳۰               |
| سیب‌زمینی، پوست قهوه‌ای (Russet)، پخته به روش تنوری با پوست | ۳۰               |
| تره‌فرنگی، خام                                             | ۲۸               |
| سیب‌زمینی قرمز، پخته به روش تنوری با پوست                  | ۲۸               |
| کلم ساوی خام                                              | ۲۸               |
| سیب‌زمینی سفید، پخته به روش تنوری با پوست                  | ۲۷               |
| کلم بروکلی راب، پخته شده                                  | ۲۷               |
| جوانه یونجه، خام                                          | ۲۷               |
| سیب‌زمینی شیرین بدون پوست، پخته به روش تنوری با پوست       | ۲۷               |
| کولارد خام                                                | ۲۷               |
| ذرت شیرین زرد، پخته به روش آب‌پز                           | ۲۶               |
| شاهی، پخته به روش آب‌پز                                    | ۲۶               |
| برگ گشنیز خام                                             | ۲۶               |
| سیب‌زمینی بدون پوست، پخته شده توسط مایکروویو با پوست       | ۲۵               |
| سیب‌زمینی بدون پوست، پخته به روش تنوری                     | ۲۵               |
| لوبیا سبز خام                                             | ۲۵               |
| سیر خام                                                   | ۲۵               |
| فلفل خیلی تند سبز خام                                     | ۲۵               |
| کلم ساوی، پخته به روش آب‌پز                                | ۲۴               |
| فلفل خیلی تند قرمز خام                                    | ۲۳               |
| چغندر (Beet)، پخته به روش آب‌پز                            | ۲۳               |
| کلم فندقی خام                                             | ۲۳               |
| برگ شلغم، پخته به روش آب‌پز                                | ۲۲               |
| کلم بروکلی راب خام                                        | ۲۲               |
| سیب‌زمینی بدون پوست، پخته به روش آب‌پز با پوست              | ۲۲               |
| کلم بروکلی خام                                            | ۲۱               |
| کلم بروکلی پخته به روش آب‌پز                               | ۲۱               |
| جوانه ماش خام                                             | ۲۱               |
| شالت خام                                                  | ۲۱               |
| کولارد پخته به روش آب‌پز                                   | ۲۱               |
| شلغم زرد خام                                              | ۲۰               |
| سیب‌زمینی بدون پوست، پخته به روش آب‌پز                      | ۲۰               |
| پیازچه خام                                                | ۲۰               |
| قارچ شیتاکه خام                                           | ۲۰               |
| کلم فندقی، پخته به روش آب‌پز                               | ۲۰               |
| قارچ شیتاکه، پخته به روش سرخ شده سریع در روغن             | ۱۹               |
| کلم‌برگ چینی (پاک‌چوی) خام                                  | ۱۹               |
| کلم قمری خام                                              | ۱۹               |
| کلم قمری، پخته به روش آب‌پز                                | ۱۹               |
| کدو سبز، پخته به روش آب‌پز با پوست                         | ۱۹               |
| قارچ صدفی خام                                             | ۱۸               |
| سیب‌زمینی شیرین، پخته به روش آب‌پز                          | ۱۸               |
| سیب‌زمینی هندی، پخته به روش آب‌پز یا تنوری                  | ۱۸               |
| لوبیا سبز، پخته به روش آب‌پز                               | ۱۸               |
| کلم قرمز، پخته به روش آب‌پز                                | ۱۷               |
| کلم قرمز خام                                              | ۱۶               |
| ترب سفید خام                                              | ۱۶               |
| کلم‌پیچ، پخته به روش آب‌پز                                  | ۱۵               |
| گل کلم خام                                                | ۱۵               |
| گوجه‌فرنگی، پخته به روش خورشتی                             | ۱۵               |
| تره‌فرنگی، پخته به روش آب‌پز                                | ۱۴               |
| قارچ شیتاکه پخته شده                                      | ۱۴               |
| جوانه ماش، پخته به روش آب‌پز                               | ۱۴               |
| کاهوی رومی خام                                            | ۱۴               |
| مارچوبه، پخته به روش آب‌پز                                 | ۱۴               |
| مارچوبه خام                                               | ۱۴               |
| کاهو باترهد (butterhead) خام                              | ۱۳               |
| خردل چینی، پخته به روش آب‌پز                               | ۱۳               |
| قارچ پورتابلا، پخته به روش کبابی گریل شده                 | ۱۳               |
| کاهو برگ سبز (green leaf) خام                             | ۱۳               |
| کاهو برگ قرمز (red leaf) خام                              | ۱۲               |
| ریواس خام                                                 | ۱۲               |
| فلفل دلمه‌ای قرمز خام                                      | ۱۲               |
| فلفل دلمه‌ای قرمز، تفت داده شده                            | ۱۲               |
| قارچ سفید، پخته به روش آب‌پز                               | ۱۲               |
| کلم‌پیچ خام                                                | ۱۲               |
| کرفس، پخته به روش آب‌پز                                    | ۱۲               |
| هویج خام                                                  | ۱۲               |
| کوماتسونا خام                                             | ۱۱               |
| قارچ سفید، پخته به روش سرخ شده سریع در روغن               | ۱۱               |
| پیاز، پخته به روش آب‌پز                                    | ۱۱               |
| بادنجان، پخته به روش آب‌پز                                 | ۱۱               |
| شلغم خام                                                  | ۱۱               |
| کلم‌برگ چینی (پاک‌چوی)، پخته به روش آب‌پز                    | ۱۱               |
| کرفس خام                                                  | ۱۱               |
| گوجه‌فرنگی قرمز خام                                        | ۱۱               |
| تربچه خام                                                 | ۱۰               |
| پیاز خام                                                  | ۱۰               |
| شلغم زرد، پخته به روش آب‌پز                                | ۱۰               |
| فلفل دلمه‌ای سبز خام                                       | ۱۰               |
| فلفل دلمه‌ای سبز، پخته به روش آب‌پز                         | ۱۰               |
| هویج، پخته به روش آب‌پز                                    | ۱۰               |
| ترب سفید پخته به روش آب‌پز                                 | ۹                |
| پیاز زرد تفت داده شده                                     | ۹                |
| شلغم، پخته به روش آب‌پز                                    | ۹                |
| قارچ سفید خام                                             | ۹                |
| کدو تنبل، پخته به روش آب‌پز                                | ۹                |
| گل کلم، پخته به روش آب‌پز                                  | ۹                |
| گوجه‌فرنگی قرمز پخته                                       | ۹                |
| فلفل دلمه‌ای سبز، تفت داده شده                             | ۸                |
| کاهو آیس‌برگ (icebearg) خام                                | ۷                |
| کوماتسونا، پخته به روش آب‌پز                               | ۷                |

## نان
| ماده غذایی (۱۰۰ گرم)               | منیزیم (میلی‌گرم) |
| ---------------------------------- | ---------------- |
| گندم کامل کارخانه‌ای، برشته شده     | ۹۹               |
| تورتیا گندم کامل                   | ۸۵               |
| سبوس گندم                          | ۸۱               |
| سبوس برنج                          | ۸۰               |
| گندم کامل کارخانه‌ای                | ۷۵               |
| پیتا گندم کامل                     | ۶۹               |
| پومپرنیکل، برشته شده               | ۶۰               |
| گندم، برشته شده                    | ۵۹               |
| پومپرنیکل                          | ۵۴               |
| چاودار، برشته شده                  | ۴۳               |
| گندم                               | ۴۱               |
| جو دوسر، برشته شده                 | ۴۱               |
| چاودار                             | ۴۰               |
| جو دوسر                            | ۳۷               |
| سبوس جو                            | ۳۵               |
| سبوس جو، برشته شده                 | ۳۴               |
| فرانسوی (دارای خمیرترش)            | ۳۲               |
| فرانسوی (دارای خمیرترش)، برشته شده | ۳۱               |
| بیگل سبوس جو                       | ۳۱               |
| بیگل دارچین و کشمش                 | ۲۸               |
| پیتا، سفید، غنی نشده               | ۲۶               |
| بیگل تخم مرغی                      | ۲۵               |

## ادویه
| ماده غذایی (۱۰۰ گرم) | منیزیم (میلی‌گرم) |
| -------------------- | ---------------- |
| ریحان، خشک‌شده        | ۷۱۱              |
| برگ گشنیز، خشک‌شده    | ۶۹۴              |
| نعنای دشتی، خشک‌شده   | ۶۰۲              |
| شوید، خشک‌شده         | ۴۵۱              |
| جعفری، خشک‌شده        | ۴۰۰              |
| دانه زیره سبز        | ۳۶۶              |
| ترخون، خشک‌شده        | ۳۴۷              |
| مرزنگوش، خشک‌شده      | ۳۴۶              |
| زعفران               | ۲۶۴              |
| پودر میخک            | ۲۵۹              |
| دانه زیره سیاه       | ۲۵۸              |
| پودر کاری            | ۲۵۵              |
| هل                   | ۲۲۹              |
| آویشن، خشک‌شده        | ۲۲۰              |
| رزماری، خشک‌شده       | ۲۲۰              |
| پودر زنجبیل          | ۲۱۴              |
| پودر زردچوبه         | ۲۰۸              |
| پودر جوز هندی        | ۱۸۳              |
| پاپریکا              | ۱۷۸              |
| فلفل سیاه            | ۱۷۱              |
| فلفل قرمز            | ۱۵۲              |
| برگ‌بو، خشک‌شده        | ۱۲۰              |
| فلفل سفید            | ۹۰               |
| پودر سیر             | ۷۷               |
| پودر دارچین          | ۶۰               |

## گاو

برش گوشت گاو در آمریکا

| ماده غذایی (۱۰۰ گرم)                                                                       | منیزیم (میلی‌گرم) |
| ------------------------------------------------------------------------------------------ | ---------------- |
| تاپ سیرلوین، استیک، بدون چربی قابل دید، پخته با حرارت مستقیم                               | ۲۶               |
| تاپ سیرلوین، استیک، با چربی قابل دید، پخته با حرارت مستقیم                                 | ۲۵               |
| قلوه‌گاه، استیک، بدون چربی قابل دید، پخته به روش تفت‌آب‌پزی                                   | ۲۴               |
| قلوه‌گاه، استیک، بدون چربی قابل دید، پخته با حرارت مستقیم                                   | ۲۴               |
| قلوه‌گاه، استیک، با چربی قابل دید، پخته به روش تفت‌آب‌پزی                                     | ۲۳               |
| گردن، زیر کتف، بدون استخوان، با چربی قابل دید، تمام گریدها، پخته به روش کبابی گریل شده     | ۲۳               |
| سرسینه کامل، بدون چربی قابل دید، تمام گریدها، پخته به روش تفت‌آب‌پزی                         | ۲۳               |
| بالاران، قسمت پایین، استیک، بدون چربی قابل دید، تمام گریدها، پخته به روش تفت‌آب‌پزی          | ۲۳               |
| قلوه‌گاه، استیک، با چربی قابل دید، پخته با حرارت مستقیم                                     | ۲۲               |
| دنده، دنده‌های کوتاه، بدون چربی قابل دید، پخته به روش تفت‌آب‌پزی                              | ۲۲               |
| بالاران، قسمت پایین، استیک، با چربی قابل دید، تمام گریدها، پخته به روش تفت‌آب‌پزی            | ۲۲               |
| جگر، پخته به روش سرخ‌شده در تابه                                                            | ۲۲               |
| دل، پخته به روش آرام‌پز                                                                     | ۲۱               |
| جگر، پخته به روش تفت‌آب‌پزی                                                                  | ۲۱               |
| سرسینه کامل، با چربی قابل دید، تمام گریدها، پخته به روش تفت‌آب‌پزی                           | ۲۱               |
| کمر، استیک فیله، بدون استخوان، بدون چربی قابل دید، تمام گریدها، پخته به روش کبابی گریل شده | ۲۰               |
| بالاران، قسمت پایین، بدون چربی قابل دید، تمام گریدها، پخته به روش برشته‌پزی                 | ۱۹               |
| چرخکرده، فرم همبرگری، ۷۰ درصد گوشت ۳۰ درصد چربی، پخته با حرارت مستقیم                      | ۱۹               |
| بالاران، قسمت پایین، با چربی قابل دید، تمام گریدها، پخته به روش برشته‌پزی                   | ۱۸               |
| کمر، استیک فیله، بدون استخوان، با چربی قابل دید، تمام گریدها، پخته به روش کبابی گریل شده   | ۱۸               |
| دنده، دنده‌های کوتاه، با چربی قابل دید، پخته به روش تفت‌آب‌پزی                                | ۱۵               |
| مغز، پخته به روش سرخ‌شده در تابه                                                            | ۱۵               |
| زبان، پخته به روش آرام‌پز                                                                   | ۱۵               |
| مغز، پخته به روش آرام‌پز                                                                    | ۱۲               |
| قلوه، پخته به روش آرام‌پز                                                                   | ۱۲               |
| جگر سفید، پخته به روش تفت‌آب‌پزی                                                             | ۱۰               |

## گوساله
| ماده غذایی (۱۰۰ گرم)                                                                  | منیزیم (میلی‌گرم) |
| ------------------------------------------------------------------------------------- | ---------------- |
| چرخکرده، پخته به روش سرخ شده در تابه                                                  | ۳۴               |
| پا (بخش داخلی پای عقب)، بدون چربی قابل دید، پخته به روش سرخ شده در تابه (سوخاری نشده) | ۳۲               |
| پا (بخش داخلی پای عقب)، با چربی قابل دید، پخته به روش سرخ شده در تابه (سوخاری نشده)   | ۳۱               |
| پا (بخش داخلی پای عقب)، بدون چربی قابل دید، پخته به روش تفت‌آب‌پزی                      | ۳۰               |
| شانه، بازو، بدون چربی قابل دید، پخته به روش تفت‌آب‌پزی                                  | ۳۰               |
| پا (بخش داخلی پای عقب)، با چربی قابل دید، پخته به روش تفت‌آب‌پزی                        | ۲۹               |
| شانه، بازو، با چربی قابل دید، پخته به روش تفت‌آب‌پزی                                    | ۲۹               |
| راسته، بدون چربی قابل دید، پخته به روش تفت‌آب‌پزی                                       | ۲۹               |
| پا (بخش داخلی پای عقب)، با چربی قابل دید، پخته به روش برشته‌پزی                        | ۲۸               |
| پا (بخش داخلی پای عقب)، بدون چربی قابل دید، پخته به روش برشته‌پزی                      | ۲۸               |
| شانه کامل (بازو و کتف)، بدون چربی قابل دید، پخته به روش تفت‌آب‌پزی                      | ۲۸               |
| شانه، کتف، بدون چربی قابل دید، پخته به روش تفت‌آب‌پزی                                   | ۲۸               |
| کمر، بدون چربی قابل دید، پخته به روش تفت‌آب‌پزی                                         | ۲۷               |
| شانه کامل (بازو و کتف)، باچربی قابل دید، پخته به روش تفت‌آب‌پزی                         | ۲۷               |
| شانه، بازو، بدون چربی قابل دید، پخته به روش برشته‌پزی                                  | ۲۷               |
| راسته، با چربی قابل دید، پخته به روش تفت‌آب‌پزی                                         | ۲۷               |
| راسته، بدون چربی قابل دید، پخته به روش برشته‌پزی                                       | ۲۷               |
| راسته، با چربی قابل دید، پخته به روش برشته‌پزی                                         | ۲۶               |
| شانه، کتف، با چربی قابل دید، پخته به روش تفت‌آب‌پزی                                     | ۲۶               |
| شانه، بازو، با چربی قابل دید، پخته به روش برشته‌پزی                                    | ۲۶               |
| کمر، بدون چربی قابل دید، پخته به روش برشته‌پزی                                         | ۲۶               |
| دنده، بدون چربی قابل دید، پخته به روش تفت‌آب‌پزی                                        | ۲۶               |
| کمر، با چربی قابل دید، پخته به روش برشته‌پزی                                           | ۲۵               |
| دنده، با چربی قابل دید، پخته به روش تفت‌آب‌پزی                                          | ۲۵               |
| شانه کامل (بازو و کتف)، با چربی قابل دید، پخته به روش برشته‌پزی                        | ۲۵               |
| شانه کامل (بازو و کتف)، بدون چربی قابل دید، پخته به روش برشته‌پزی                      | ۲۵               |
| ماهیچه (جلو و عقب)، با چربی قابل دید، پخته به روش تفت‌آب‌پزی                            | ۲۵               |
| ماهیچه (جلو و عقب)، بدون چربی قابل دید، پخته به روش تفت‌آب‌پزی                          | ۲۵               |
| چرخکرده، پخته با حرارت مستقیم                                                         | ۲۴               |
| کمر، با چربی قابل دید، پخته به روش تفت‌آب‌پزی                                           | ۲۴               |
| دنده، بدون چربی قابل دید، پخته به روش برشته‌پزی                                        | ۲۴               |
| شانه، کتف، با چربی قابل دید، پخته به روش برشته‌پزی                                     | ۲۴               |
| شانه، کتف، بدون چربی قابل دید، پخته به روش برشته‌پزی                                   | ۲۴               |
| قلوه، پخته به روش تفت‌آب‌پزی                                                            | ۲۴               |
| جگر، پخته به روش سرخ‌شده در تابه                                                       | ۲۳               |
| دنده، با چربی قابل دید، پخته به روش برشته‌پزی                                          | ۲۲               |
| سینه کامل، بدون استخوان، بدون چربی قابل دید، پخته به روش تفت‌آب‌پزی                     | ۲۲               |
| جگر، پخته به روش تفت‌آب‌پزی                                                             | ۲۰               |
| سینه کامل، بدون استخوان، با چربی قابل دید، پخته به روش تفت‌آب‌پزی                       | ۲۰               |
| مغز، پخته به روش سرخ‌شده در تابه                                                       | ۱۸               |
| دل، پخته به روش تفت‌آب‌پزی                                                              | ۱۸               |
| زبان، پخته به روش تفت‌آب‌پزی                                                            | ۱۸               |
| مغز، پخته به روش تفت‌آب‌پزی                                                             | ۱۶               |
| جگر سفید، پخته به روش تفت‌آب‌پزی                                                        | ۸                |

## بره

برش گوشت گوسفند در بریتانیا

| ماده غذایی (۱۰۰ گرم)                                                              | منیزیم (میلی‌گرم) |
| --------------------------------------------------------------------------------- | ---------------- |
| تکه مکعبی برای خورش یا کباب (پا و شانه)، بدون چربی قابل دید، پخته با حرارت مستقیم | ۳۱               |
| شانه، بازو، بدون چربی قابل دید، پخته با حرارت مستقیم                              | ۳۰               |
| شانه کامل (بازو و کتف)، بدون چربی قابل دید، پخته با حرارت مستقیم                  | ۲۹               |
| دنده، بدون چربی قابل دید، پخته با حرارت مستقیم                                    | ۲۹               |
| شانه، بازو، بدون چربی قابل دید، پخته به روش تفت‌آب‌پزی                              | ۲۹               |
| کمر، بدون چربی قابل دید، پخته با حرارت مستقیم                                     | ۲۸               |
| تکه مکعبی برای خورش یا کباب (پا و شانه)، بدون چربی قابل دید، پخته به روش تفت‌آب‌پزی | ۲۸               |
| کمر، بدون چربی قابل دید، پخته به روش برشته‌پزی                                     | ۲۷               |
| شانه کامل، بدون چربی قابل دید، پخته به روش تفت‌آب‌پزی                               | ۲۷               |
| شانه، بازو، با چربی قابل دید، پخته با حرارت مستقیم                                | ۲۶               |
| شانه کامل، با چربی قابل دید، پخته با حرارت مستقیم                                 | ۲۶               |
| پا کامل (ران پای جلو و راسته)، بدون چربی قابل دید، پخته به روش برشته‌پزی           | ۲۶               |
| شانه، بازو، با چربی قابل دید، پخته به روش تفت‌آب‌پزی                                | ۲۶               |
| شانه، بازو، بدون چربی قابل دید، پخته به روش برشته‌پزی                              | ۲۶               |
| شانه، کتف، بدون چربی قابل دید، پخته به روش تفت‌آب‌پزی                               | ۲۶               |
| شانه، کتف، بدون چربی قابل دید، پخته با حرارت مستقیم                               | ۲۶               |
| شانه کامل (کتف و بازو)، بدون چربی قابل دید، پخته به روش برشته‌پزی                  | ۲۵               |
| شانه، کتف، بدون چربی قابل دید، پخته به روش برشته‌پزی                               | ۲۵               |
| شانه، کتف، با چربی قابل دید، پخته با حرارت مستقیم                                 | ۲۴               |
| شانه، کتف، با چربی قابل دید، پخته به روش تفت‌آب‌پزی                                 | ۲۴               |
| کمر، با چربی قابل دید، پخته با حرارت مستقیم                                       | ۲۴               |
| پا کامل (ران پای جلو و راسته)، با چربی قابل دید، پخته به روش برشته‌پزی             | ۲۴               |
| شانه کامل، با چربی قابل دید، پخته به روش تفت‌آب‌پزی                                 | ۲۴               |
| چرخکرده، پخته با حرارت مستقیم                                                     | ۲۴               |
| دل، پخته به روش تفت‌آب‌پزی                                                          | ۲۴               |
| دنده، با چربی قابل دید، پخته با حرارت مستقیم                                      | ۲۳               |
| ران پای جلو، بدون چربی قابل دید، پخته به روش تفت‌آب‌پزی                             | ۲۳               |
| کمر، با چربی قابل دید، پخته به روش برشته‌پزی                                       | ۲۳               |
| دنده، بدون چربی قابل دید، پخته به روش برشته‌پزی                                    | ۲۳               |
| شانه کامل (کتف و بازو)، با چربی قابل دید، پخته به روش برشته‌پزی                    | ۲۳               |
| شانه، بازو، با چربی قابل دید، پخته به روش برشته‌پزی                                | ۲۳               |
| جگر، سرخ‌شده در تابه                                                               | ۲۳               |
| جگر، پخته به روش تفت‌آب‌پزی                                                         | ۲۲               |
| ران پای جلو، با چربی قابل دید، پخته به روش تفت‌آب‌پزی                               | ۲۲               |
| شانه، کتف، با چربی قابل دید، پخته به روش برشته‌پزی                                 | ۲۲               |
| مغز، سرخ‌شده در تابه                                                               | ۲۲               |
| دنده، با چربی قابل دید، پخته به روش برشته‌پزی                                      | ۲۰               |
| قلوه، پخته به روش تفت‌آب‌پزی                                                        | ۲۰               |
| زبان، پخته به روش تفت‌آب‌پزی                                                        | ۱۶               |
| مغز، پخته به روش تفت‌آب‌پزی                                                         | ۱۴               |
| جگر سفید، پخته به روش تفت‌آب‌پزی                                                    | ۱۱               |

## مرغ

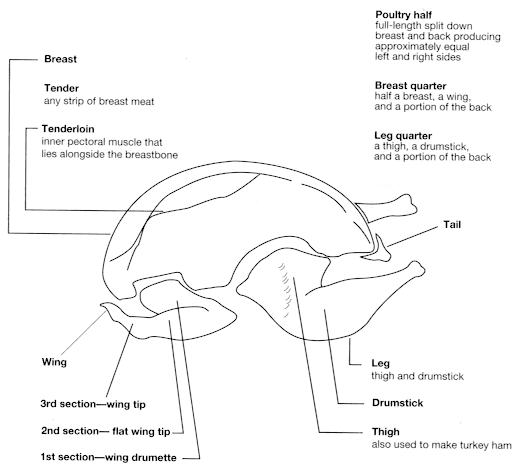
تقسیم‌بندی برش گوشت ماکیان طبق شیوه وزارت کشاورزی ایالات متحده آمریکا

| ماده غذایی (۱۰۰ گرم)                                                                   | منیزیم (میلی‌گرم) |
| -------------------------------------------------------------------------------------- | ---------------- |
| سینه، فقط گوشت، جوجه گوشتی یا مرغ جوان مناسب سرخ کردن، پخته، سرخ‌شده                    | ۳۱               |
| سینه با پوست، جوجه گوشتی یا مرغ جوان مناسب سرخ کردن، پخته، سرخ شده با روکش آرد         | ۳۰               |
| سینه، فقط گوشت، جوجه گوشتی یا مرغ جوان مناسب سرخ کردن، پخته به روش برشته‌پزی            | ۲۹               |
| مغز ران، فقط گوشت، جوجه گوشتی یا مرغ جوان مناسب سرخ کردن، پخته، سرخ شده                | ۲۶               |
| سینه، فقط گوشت، جوجه گوشتی، پخته به روش باربیکیو با جوجه‌گردان                          | ۲۵               |
| ران کامل، فقط گوشت، جوجه گوشتی یا مرغ جوان مناسب سرخ کردن، پخته، سرخ شده               | ۲۵               |
| مغز ران با پوست، جوجه گوشتی یا مرغ جوان مناسب سرخ کردن، پخته، سرخ شده با روکش آرد      | ۲۵               |
| جگر، آرام‌پز                                                                            | ۲۵               |
| ران کامل، فقط گوشت، جوجه گوشتی یا مرغ جوان مناسب سرخ کردن، پخته به روش برشته‌پزی        | ۲۴               |
| مغز ران، فقط گوشت، جوجه گوشتی یا مرغ جوان مناسب سرخ کردن، پخته به روش برشته‌پزی         | ۲۴               |
| سینه با پوست، جوجه گوشتی یا مرغ جوان مناسب سرخ کردن، پخته، سرخ شده با روکش خمیرابه     | ۲۴               |
| سینه، فقط گوشت، جوجه گوشتی یا مرغ جوان مناسب سرخ کردن، پخته به روش خورش                | ۲۴               |
| ران کامل با پوست، جوجه گوشتی یا مرغ جوان مناسب سرخ کردن، پخته، سرخ شده با روکش آرد     | ۲۴               |
| ران کامل با پوست، جوجه گوشتی یا مرغ جوان مناسب سرخ کردن، پخته به روش برشته‌پزی          | ۲۳               |
| ساق ران با پوست، جوجه گوشتی یا مرغ جوان مناسب سرخ کردن، پخته، سرخ شده با روکش آرد      | ۲۳               |
| ساق ران با پوست، جوجه گوشتی یا مرغ جوان مناسب سرخ کردن، پخته به روش برشته‌پزی           | ۲۲               |
| سینه با پوست، جوجه گوشتی یا مرغ جوان مناسب سرخ کردن، پخته به روش خورش                  | ۲۲               |
| مغز ران با پوست، جوجه گوشتی یا مرغ جوان مناسب سرخ کردن، پخته به روش برشته‌پزی           | ۲۲               |
| ران کامل، فقط گوشت، جوجه گوشتی یا مرغ جوان مناسب سرخ کردن، پخته به روش خورش            | ۲۱               |
| مغز ران با پوست، جوجه گوشتی یا مرغ جوان مناسب سرخ کردن، پخته، سرخ شده با روکش خمیرابه  | ۲۱               |
| مغز ران، فقط گوشت، جوجه گوشتی یا مرغ جوان مناسب سرخ کردن، پخته به روش خورش             | ۲۱               |
| بال، فقط گوشت، جوجه گوشتی یا مرغ جوان مناسب سرخ کردن، پخته، سرخ شده                    | ۲۱               |
| بال، فقط گوشت، جوجه گوشتی یا مرغ جوان مناسب سرخ کردن، پخته به روش برشته‌پزی             | ۲۱               |
| ساق ران با پوست، جوجه گوشتی یا مرغ جوان مناسب سرخ کردن، پخته، سرخ شده با روکش خمیرابه  | ۲۰               |
| ساق ران با پوست، جوجه گوشتی یا مرغ جوان مناسب سرخ کردن، پخته به روش خورش               | ۲۰               |
| ران کامل با پوست، جوجه گوشتی یا مرغ جوان مناسب سرخ کردن، پخته، سرخ شده با روکش خمیرابه | ۲۰               |
| ران کامل با پوست، جوجه گوشتی یا مرغ جوان مناسب سرخ کردن، پخته به روش خورش              | ۲۰               |
| دل، آرام‌پز                                                                             | ۲۰               |
| مغز ران با پوست، جوجه گوشتی یا مرغ جوان مناسب سرخ کردن، پخته به روش خورش               | ۱۹               |
| بال با پوست، جوجه گوشتی یا مرغ جوان مناسب سرخ کردن، پخته، سرخ شده با روکش آرد          | ۱۹               |
| بال با پوست، جوجه گوشتی یا مرغ جوان مناسب سرخ کردن، پخته به روش برشته‌پزی               | ۱۹               |
| بال با پوست، جوجه گوشتی یا مرغ جوان مناسب سرخ کردن، پخته، سرخ شده با روکش خمیرابه      | ۱۶               |
| بال با پوست، جوجه گوشتی یا مرغ جوان مناسب سرخ کردن، پخته به روش خورش                   | ۱۶               |
| سنگدان، آرام‌پز                                                                         | ۳                |

## ماکیان (به غیر از مرغ)
| ماده غذایی (۱۰۰ گرم)                             | منیزیم (میلی‌گرم) |
| ------------------------------------------------ | ---------------- |
| بوقلمون، گوشت سفید، پخته به روش برشته‌پزی         | ۳۲               |
| بوقلمون، چرخ‌کرده، پخته                           | ۳۰               |
| شترمرغ، قسمت صدفی، پخته                          | ۲۹               |
| بوقلمون، دل، پخته به روش آرام‌پز                  | ۲۸               |
| بوقلمون، سینه، گوشت و پوست، پخته به روش برشته‌پزی | ۲۷               |
| شترمرغ، قسمت استریپ (strip) داخلی، پخته          | ۲۶               |
| شترمرغ، قسمت استریپ بیرونی، پخته                 | ۲۶               |
| بوقلمون، جگر، پخته به روش آرام‌پز                 | ۲۶               |
| شترمرغ، قسمت داخلی پا، پخته                      | ۲۵               |
| بوقلمون، بال، گوشت و پوست، پخته به روش برشته‌پزی  | ۲۵               |
| شترمرغ، قسمت تیپ (tip) با حذف چربی‌ها، پخته       | ۲۵               |
| شترمرغ، قسمت تاپ لوین، پخته                      | ۲۵               |
| غاز اهلی، گوشت، پخته به روش برشته‌پزی             | ۲۵               |
| بوقلمون، پا، گوشت و پوست، پخته به روش برشته‌پزی   | ۲۳               |
| بلدرچین                                          | ۲۲               |
| غاز اهلی، گوشت و پوست، پخته به روش برشته‌پزی      | ۲۲               |
| قرقاول، پخته                                     | ۲۲               |
| بوقلمون، سنگدان، پخته به روش آرام‌پز              | ۲۱               |
| مرغابی اهلی، گوشت، پخته به روش برشته‌پزی          | ۲۰               |
| مرغابی اهلی، گوشت و پوست، پخته به روش برشته‌پزی   | ۱۶               |